# Rhacocarpus inermis
Rhacocarpus inermis är en bladmossart som beskrevs av Lindberg in Brotherus 1891. Rhacocarpus inermis ingår i släktet Rhacocarpus och familjen Hedwigiaceae. Inga underarter finns listade i Catalogue of Life.